# Akhtanízovskaia
Akhtanízovskaia - Ахтанизовская (rus) - és una stanitsa del krai de Krasnodar, a Rússia. Es troba a la península de Taman, a la vora del liman Akhtanizovski, a 24 km a l'oest de Temriük i a 150 km a l'oest de Krasnodar, la capital.
Pertanyen a aquest municipi les poblacions de Peressip i Za Ródinu.